# Erik Hallgren (riksdagsman)
Carl Erik Hallgren, född 31 juli 1844 i Kumla församling, Örebro län, död 28 februari 1900 i Lista församling, Södermanlands län, var en svensk godsägare och riksdagsman.
Hallgren var godsägare i Vingsleör i Södermanland. I riksdagen var han ledamot av första kammaren 1894–1899. Han är begravd på Lista kyrkogård.